# Astronomická jednotka
Astronomická jednotka (doporučená značka jednotky au z anglického astronomical unit, nebo ua z francouzského unité astronomique; běžně se používá i značka AU, případně UA, obě zavedené dříve platnými normami) je jednotka vzdálenosti, používaná v astronomii, původně definovaná jako střední vzdálenost Země od Slunce. Vzájemné vzdálenosti planet či jiných objektů Sluneční soustavy vyjádřené v au poskytují relativně názorné měřítko (poměr) vzdáleností těchto objektů od sebe.
1 au = 1 ua = 1 AU = 1 UA = 149 597 870 700 m (přesně)
Přibližná hodnota je 150 milionů kilometrů neboli 1,5 × 1011 metrů.

## Vývoj definice
Původně byla astronomická jednotka definována jako střední vzdálenost Země od Slunce.
Astronomická jednotka byla stanovena v roce 1771, při pozorování přechodu Venuše přes sluneční disk, francouzským astronomem Jérôme Lalandem jako 153±1 milion km.
Poprvé byla stanovena už 1672 (Cassini, Picard, Richer) jako 138 milionů km (z měření opozice Marsu).
Kvůli vyšší přesnosti Mezinárodní astronomická unie (IAU) přijala v r. 1976 novou definici, podle které je astronomická jednotka rovna délce poloměru nerušené oběžné kruhové dráhy tělesa se zanedbatelnou hmotností, pohybujícího se okolo Slunce rychlostí 0,017 202 098 950 radiánů za den (86 400 s). Přesněji řečeno tato definice váže délku astronomické jednotky s gravitačním parametrem Slunce (tak, aby gravitační parametr byl roven přesně (0,017 202 098 95)² au³/d²). To zajišťuje, že pokud se při výpočtech používají jako jednotky hmotnost Slunce a astronomická jednotka (namísto kilogramů a metrů), není potřeba dosazovat hmotnost Slunce (resp. hodnotu gravitačního parametru), která totiž není známa s tak vysokou přesností jako některé další údaje.
Experimentálně zjištěná hodnota odpovídající definici z roku 1976 pak byla 1 AU = 149 597 870 700 ± 3 m.
Roku 2012 bylo na Valném shromáždění IAU v Pekingu doporučeno sjednotit značení astronomické jednotky na au a jednotka byla nově definována přesným převodním vztahem k metru: 1 au = 149 597 870 700 m (přesně). Odpadly tak diskuse spojené s uvažováním relativistických efektů a úbytku hmotnosti Slunce, v dřívější definici nezmiňované. Také se tím vyloučil vliv naměřeného, ale zatím nevysvětleného nárůstu vzdálenosti Země a Slunce mezi roky 1976 a 2008 změřeného pomocí telemetrie, aniž by se měřitelně (podle elementů drah) měnil gravitační parametr Slunce.

### Astronomická jednotka podle soustavy SI
Astronomická jednotka byla dříve v soustavě SI vedlejší jednotkou délky a byla značena UA.
Kategorie vedlejších jednotek byla později zrušena, ale používání některých mimosoustavových jednotek spolu s jednotkami SI se nadále připouští. Do roku 2013 byla astronomická jednotka, značená ua, řazena do kategorie mimosoustavových jednotek, jejichž používání je akceptováno souběžně s jednotkami SI a jejichž vztah k jednotkám SI není definován pevně, ale závisí na experimentálním určení, stejně jako elektronvolt či dalton., tedy zachovávala dřívější definici platnou od r. 1976, a jako experimentálně zjištěnou hodnotu byl uváděn starší údaj z r. 1995: 1 ua = 149 597 870 691(6) m.
Dodatkem Příručky SI z r. 2014 byla přijata nová přesná definice astronomické jednotky podle IAU se značkou au (1 au = 149 597 870 700 m) a jednotka byla přeřazena do kategorie jednotek, jejichž používání je akceptováno souběžně s jednotkami SI (a přitom nezávisí na experimentálním určení)..

## Příklady
- Vzdálenost Země od Slunce je 1,00 ± 0,02 au.
- Měsíc obíhá kolem Země ve vzdálenosti 0,0026 ± 0,0001 au.
- Mars je od Slunce vzdálen 1,52 ± 0,14 au.
- Jupiter je od Slunce vzdálen 5,20 ± 0,05 au.
- Pluto je od Slunce vzdáleno 39,5 ± 9,8 au.
- Oběžná dráha planetky (90377) Sedna se pohybuje mezi 76 a 915 au od Slunce, v r. 2002 se nacházela zhruba 90 au od Slunce (perihélia dosáhne v r. 2075).
- Nejvzdálenější člověkem vyrobené těleso, sonda Voyager 1, bylo v listopadu 2017 ve vzdálenosti 140,9 au od Slunce.[14]
- Průměr sluneční soustavy bez Oortova oblaku je přibližně 105 au.
- Průměr sluneční soustavy s Oortovým oblakem se odhaduje na 50 000 až 100 000 au.
- Nejbližší hvězda (po Slunci), Proxima Centauri, se nachází přibližně ve vzdálenosti 268 000 au.
- Průměr hvězdy Betelgeuze je 2,57 au.
- Vzdálenost Slunce od středu Galaxie je přibližně 1,7×109 au.
- Velikost viditelného vesmíru je asi 8,66×1014 au.

## Násobky
Historickou, řídce používanou astronomickou jednotkou je miliónnásobek astronomické jednotky se samostatným názvem siriometr, též nazývaný astron, makron či metron (bez zavedených zkrácených značek).
Převodní vztah:
1 siriometr = 1 astron = 1 makron = 1 metron = 106 au
1 siriometr zhruba odpovídá dvojnásobku vzdálenosti mezi Zemí a Siriem, odtud jeho název.
Jednotku siriometr navrhl v r. 1911 švédský astronom Carl Vilhelm Ludwig Charlier.

## Převod na jiné jednotky
Jinak vyjádřené vzdálenosti 1 AU:
- 1 au = 149 597 870,7 km (přesně)

≈ 150 milionů kilometrů (150 gigametrů, 150 Gm)
≈ 499 světelných sekund = 8 minut 19 s
≈ 8,317 světelných minut.
A pro úplnost i obráceně, vzdálenosti v AU pro jednotkové světelné časy:
- 1 světelná sekunda ≈ 0,002 au
- 1 světelná minuta ≈ 0,120 au
- 1 světelná hodina ≈ 7,214 au
- 1 světelný den ≈ 173 au
- 1 světelný rok ≈ 63 241 au
- 1 parsec ≈ 206 265 au